# Омський державний аграрний університет імені П. А. Столипіна
Омський державний аграрний університет імені П. А. Столипіна (Омський ДАУ) — багатопрофільний аграрний вищий навчальний заклад з віковою історією, розташований в місті Омськ. Територія університету складає тисячу гектарів землі, що в рази більше, ніж в інших навчальних закладів Росії. Університет здійснює наукову підтримку функціонування, підготовку кадрів не тільки для агропромислового комплекса (сільське господарство, переробна і харчова промисловість), а й суміжних з ним секторів економіки і сфер діяльності: лісове господарство, природооблаштування (включаючи водокористування), земельно-майнові відносини; геодезія; екологія; економіка, управління та ін.

## Історія
Вуз був створений як приватний навчальний заклад, на пожертвування приватних осіб, підприємців та козацтва. І тільки в кінці червня 1918 року Тимчасовий Сибірський уряд приймає постанову «Про визнання Омського сільськогосподарського інституту державною установою і про надання йому необхідних кредитів». У 1918—1921 роках в Омську створено три інститути — сільськогосподарський, ветеринарний і медичний,в яких навчалося до кінця 1920-х рр. приблизно 2 тис. студентів і працювало близько 230 викладачів і наукових співробітників.
У березні 1920 року при сільськогосподарському інституті був відкритий перший в Сибіру робітничий факультет. У 1921 році в сільськогосподарському інституті навчався 141 студент і 460 слухачів робітфаку.
У грудні 1920 року постановою Сибірського революційного комітету ветеринарний факультет Сибірського інституту сільського господарства і промисловості переіменовано в Сибірський ветеринарно-зоотехнічний інститут з медичним відділенням. У 1921 році медичне відділення виокемилося в самостійний вуз — Омський державний медичний інститут.
У 1922 році відбулося злиття сільськогосподарського інституту з земельним. Навчальний заклад став називатися Сибірською сільськогосподарською академією. З 1924 вуз називався Сибірським інститутом сільського господарства і лісівництва. В 1928 році в ньому навчалося 889 осіб, і 510 підвищували рівень освіти на робітфаку.
У 1930 році, відповідно до постанови Уряду, на базі Сибірського інституту сільського господарства та лісівництва було організовано чотири галузеві інститути. У 1933 році вузи знову об'єднали в один — Сибірський інститут сільського господарства (СІСГ). 1 квітня 1935 року інституту присвоєно ім'я С. М. Кірова — вуз став називатися Омський сільськогосподарський інститут імені С. М. Кірова.
У 1963—1964 роках ректором інституту працював Стьопкін Василь Федорович.
26 січня 1971 року Указом Президії Верховної Ради СРСР за успіхи, досягнуті в підготовці кадрів, розробці та впровадженні наукових досліджень в сільськогосподарське виробництво, Омський сільськогосподарський інститут імені С. М. Кірова нагороджений орденом Леніна.
У 1992 році в ОмДАУ створено інститут підвищення кваліфікації, де щорічно проходять перепідготовку більше двох тисяч керівників і спеціалістів сільського господарства
31 травня 1994 року в відповідно до наказу Міністерства сільського господарства і продовольства РФ на базі трьох навчальних закладів: Омського сільськогосподарського інституту, Омського ветеринарного інституту, інституту перепідготовки кадрів і агробізнесу створено Омський державний аграрний університет. Першим ректором був обраний Н. М. Количев, доктор ветеринарних наук, професор, Заслужений діяч науки РФ.
На підставі рішення Вченої ради ОмГАУ Міністерство сільського господарства РФ видає наказ № 132 від 23.05.2011 р «Про перейменування федеральних державних освітніх установ вищої професійної освіти (ФГТУ ВПО) і їх філій», відповідно до якого університету присвоєно ім'я Петра Аркадійовича Столипіна.
У лютому 2018 року університету, як освітній установі системи вищої освіти Росії, виповнилося 100 років. За період з 1918 по 2018 роки включно університетом підготовлено близько 100 000 випускників з вищою аграрною і аграрно-орієнтованою освітою.

## Факультети
- Агротехнологічний факультет

- Факультет агрохімії, ґрунтознавства, екології, природооблаштування і водокористування

- Факультет ветеринарної медицини Інституту ветеринарної медицини і біотехнології (ІВМіБ)

- Землевпорядний факультет

- Факультет технічного сервісу в АПК

- Факультет зоотехнії, товарознавства та стандартизації ІВМіБ

- Економічний факультет

- Факультет вищої освіти Тарскої філії Омського ДАУ

- Відділення середньої професійної освіти Тарскої філії Омського ДАУ

- Університетський коледж агробізнесу